# Assara
Assara is een geslacht van vlinders van de familie snuitmotten (Pyralidae), uit de onderfamilie Phycitinae.

## Soorten
- A. albicostalis Walker, 1863
- A. apodectum (Turner, 1904)
- A. aterpes (Turner, 1913)
- A. cataxutha (Turner, 1947)
- A. cedrella Hampson, 1903
- A. conicolella (Constant, 1884)
- A. decipula Clarke, 1986
- A. formosana Yoshiyasu, 1991
- A. funerellum Ragonot, 1901
- A. halmophila Meyrick, 1929
- A. hemibaphes (Turner, 1905)
- A. hoeneella Roesler, 1965
- A. holophragma (Meyrick, 1887)
- A. incredibilis Roesler, 1973
- A. inouei Yamanaka, 1994
- A. ketjila Roesler & Kuppers, 1981
- A. korbi Caradja, 1910
- A. leucarma (Meyrick, 1879)
- A. mediolinea Turner, 1947
- A. melanomita (Turner, 1947)
- A. metallopa (Lower, 1898)
- A. microdoxa (Meyrick, 1879)
- A. odontosema (Turner, 1913)
- A. pallidella Yamanaka, 1994
- A. pamphaes (Turner, 1904)
- A. pinivora Meyrick, 1933
- A. semifictile (Turner, 1913)
- A. seminivale (Turner, 1904)
- A. subelutellum Ragonot, 1901
- A. subterebrella Snellen, 1880
- A. terebrella - Fijnsparkegelmot Zincken, 1818
- A. thermochroa (Lower, 1896)
- A. tuberculosa Meyrick, 1933
- A. turciella Roesler, 1973
- A. widagdoi Roesler, 1983